# Ciriaco Mattei
Ciriaco Mattei est un collectionneur d'art et sénateur issu d'une célèbre famille aristocratique, né en 1545 et mort en 1614. Sa richesse est immense, et sa collection contient notamment trois tableaux commandés à Caravage.
Ciriaco est le frère de deux autres grands amateurs d'art, Asdrubale Mattei, et Girolamo Mattei (nommé cardinal par le pape Sixte V). Leur famille réside au Palazzo Mattei de Rome.
Le tableau conservé au musée Condé du château de Chantilly, et qui est attribué à Pierre de Cortone, représente un membre de la famille Mattei, sans que l'on puisse préciser s'il s'agit de son frère Asdrubale, de Ciriaco lui-même, ou plutôt de son fils aîné Giovanni Battista.